# Daudes
Ancienne commune de l'Aube, la commune de Daudes a existé jusqu'en l'An III. 
Elle a été supprimée pour fusionner avec Montaulin.

## Histoire
Village cité dès 753 comme ayant été donné pour la création de l'abbaye de Montier-la-Celle.

Elle avait comme seigneur l'abbaye de Montiéramey dès 1113 et le comte de Champagne y avait droit de gîte, puis en 1387 elle passait au duc de Bourgogne.

L'église Saint-Jean-Baptiste à Daudes est d'origine romane. Elle a été refaite en 1771 puis au XIXe siècle. Sa paroisse était au Grand doyenné de Troyes à la seule collation de l'évêque et recouvrait la communauté de Montabert. Bien qu'une baie puisse remonter au XIIe la majeure partie du monument est du XVIe siècle. Elle possède un baptistère ancien.

## Population
- 136 habitants en 1789 ;
- 115 en 1790.

## Administration
Elle dépendait du bailliage ducal d'Aumont.
Devenue municipalité en 1790, elle disparaît en tant que telle en l'An III.